# Klitoria

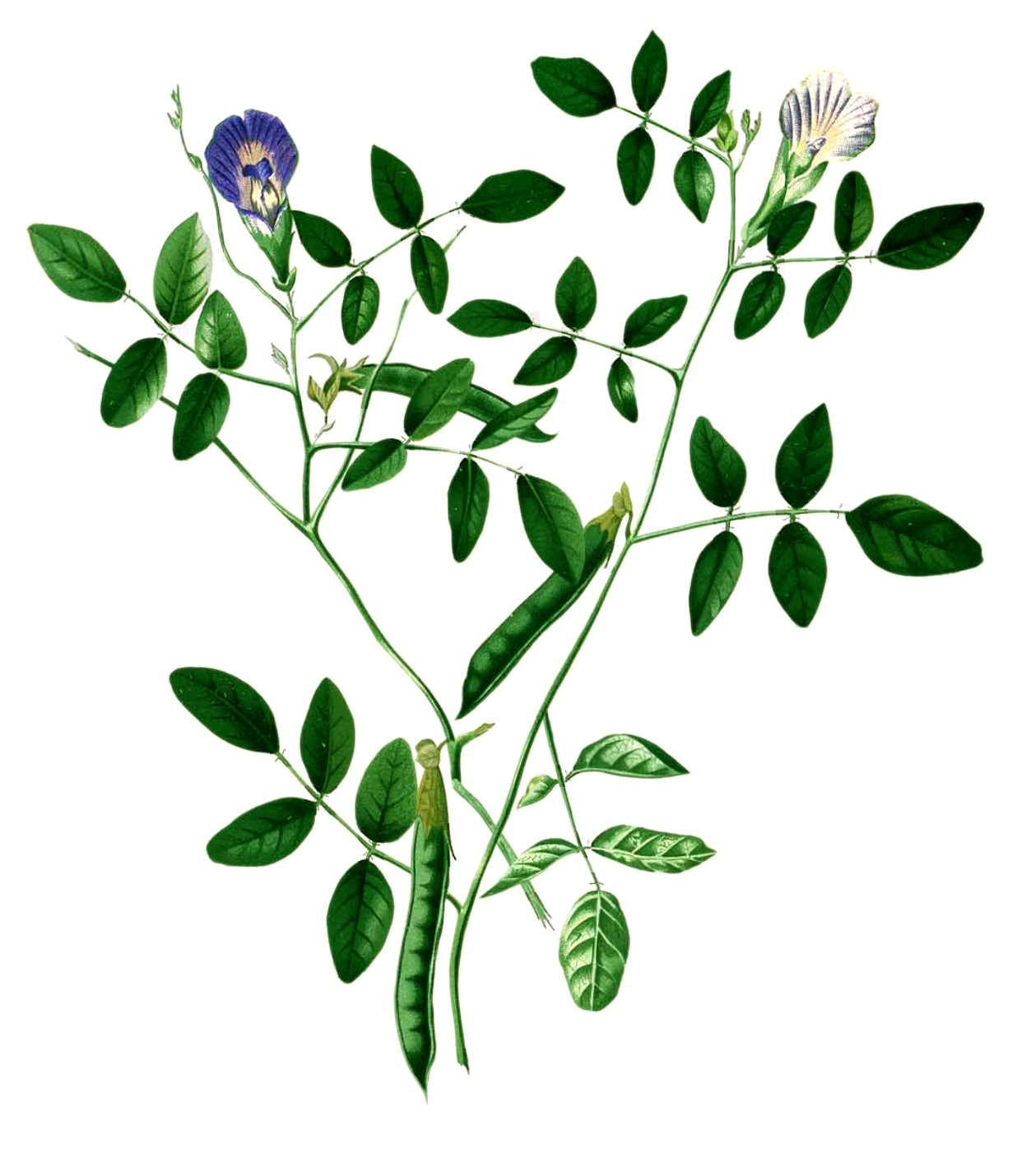
Morfologia klitorii ternateńskiej

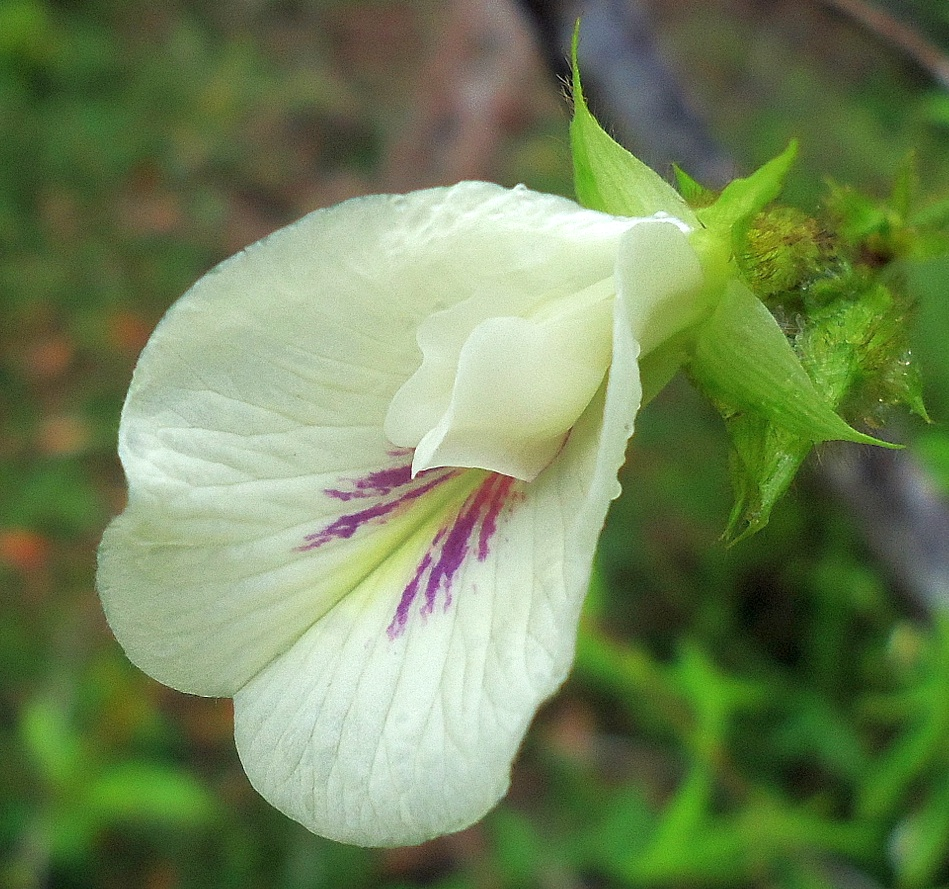
Clitoria falcata

Klitoria (Clitoria L.) – rodzaj roślin z rodziny bobowatych. Obejmuje co najmniej 66 gatunków, występujących dziko w strefie tropikalnej i subtropikalnej, z kilkoma gatunkami sięgającymi do strefy klimatu umiarkowanego. Nazwa naukowa nadana została z powodu podobieństwa kwiatów do łechtaczki (clitoris). Z tych samych powodów rośliny wykorzystywane były w medycynie tradycyjnej jako afrodyzjak i w leczeniu chorób wenerycznych.

## Morfologia
PokrójPnącza wieloletnie, często o pędach drewniejących.
LiścieZłożone, z trzema, pięcioma lub siedmioma listkami i trwałymi przylistkami.
KwiatyMotylkowe, odwrócone, okazałe, wyrastają z kątów liści pojedynczo lub po dwa. Przysadki w parach, podobne do przylistków, poza tym u nasady kielicha podobne podkwiatki, u niektórych gatunków okazałe, czasem liściokształtne. Kielich błoniasty, lejkowaty, 5-działkowy. Ząbki działek lancetowate lub trójkątne, równej długości lub krótsze od rurki kielicha. Płatki korony, także w liczbie 5, dłuższe od kielicha. Górny płatek to okazały żagielek, z powodu skręcenia kwiatów skierowany jest w dół, jest płasko rozpostarty lub kapturkowaty, na końcach nieco owłosiony. Boczne płatki i płatek dolny tworzą znacznie krótsze skrzydełka i łódeczkę. Wewnątrz łódeczki znajduje się 10 pręcików i słupek. Pręciki zrosłe są w rurkę i tylko jeden, najwyższy, jest zwykle wolny. Zalążnia jest górna, powstaje z jednego owocolistka i zawiera wiele zalążków rozwijających się w nasiona. Szyjka słupka jest długa i wygięta.
OwoceStrąki cylindryczne lub spłaszczone, równowąskie lub owalne, mięsiste. Zawierają nasiona owalne lub kulistawe.

## Nomenklatura
Charakterystyczny wygląd kwiatów, podobnych do kobiecych zewnętrznych narządów płciowych, był powodem nadania rodzajowi nazwy naukowej od łacińskiej nazwy łechtaczki (clitoris). Wiele nazw ludowych tych kwiatów w różnych językach ma podobne odniesienia. Pierwsza nazwa naukowa została opublikowana przez gdańskiego przyrodnika Johanna Philippa Breyna w 1678 (Flos clitoridis ternatensibus). Nazwa Clitoria ustalona została przez Karola Linneusza w 1753. Z powodów obyczajowych kilkakrotnie proponowano zmianę tej nazwy (na Vexillaria Eaton 1817 i Nauchea Descourtilz 1826), jednak zmiany te nie zostały zaakceptowane.

## Systematyka
Pozycja systematyczna rodzaju według APweb (aktualizowany system APG III z 2009)
Jeden z rodzajów podrodziny bobowatych właściwych Faboideae w rzędzie bobowatych Fabaceae s.l. W obrębie podrodziny należy do plemienia Phaseoleae i podplemienia Clitoriinae.
Wykaz gatunków
- Clitoria amazonum Benth.
- Clitoria andrei Fantz
- Clitoria annua J.Graham
- Clitoria arborea Benth.
- Clitoria arborescens R.Br.
- Clitoria australis Benth.
- Clitoria brachycalyx Harms
- Clitoria brachystegia Benth.
- Clitoria canescens Fantz
- Clitoria cavalcantei Fantz
- Clitoria cordiformis Fantz
- Clitoria cordobensis Burkart
- Clitoria coriacea Schery
- Clitoria dendrina Pittier
- Clitoria densiflora (Benth.) Benth.
- Clitoria epetiolata Burkart
- Clitoria fairchildiana R.A.Howard
- Clitoria falcata Lam.
- Clitoria flagellaris (Benth.) Benth.
- Clitoria flexuosa Fantz
- Clitoria fragrans Small
- Clitoria froesii Fantz
- Clitoria glaberrima Pittier
- Clitoria guianensis (Aubl.) Benth.
- Clitoria hanceana Hemsl.
- Clitoria hermannii Fantz
- Clitoria heterophylla Lam.
- Clitoria humilis Rose
- Clitoria irwinii Fantz
- Clitoria javanica Miq.
- Clitoria javitensis (Kunth) Benth.
- Clitoria juninensis Fantz
- Clitoria kaessneri Harms
- Clitoria kaieteurensis Fantz
- Clitoria lasciva Benth.
- Clitoria laurifolia Poir.
- Clitoria leptostachya Benth.
- Clitoria linearis Gagnep.
- Clitoria macrophylla Benth.
- Clitoria magentea Fantz
- Clitoria magnifica Alf.Fern. & P.Bezerra
- Clitoria mariana L.
- Clitoria mexicana Link
- Clitoria monticola Brandegee
- Clitoria moyobambensis Fantz
- Clitoria nana Benth.
- Clitoria nervosa Herzog
- Clitoria obidensis Huber
- Clitoria pendens Fantz
- Clitoria plumosa Fantz
- Clitoria polystachya Benth.
- Clitoria pozuzoensis J.F.Macbr.
- Clitoria rubiginosa Pers.
- Clitoria sagotii Fantz
- Clitoria selloi Benth.
- Clitoria simplicifolia (Kunth) Benth.
- Clitoria snethlageae Ducke
- Clitoria steyermarkii Fantz
- Clitoria stipularis Burkart
- Clitoria ternatea L. – klitoria ternateńska
- Clitoria triflora S.Watson
- Clitoria tunuhiensis Fantz
- Clitoria vaupellii J.Graham
- Clitoria woytkowskii Fantz

## Zastosowanie

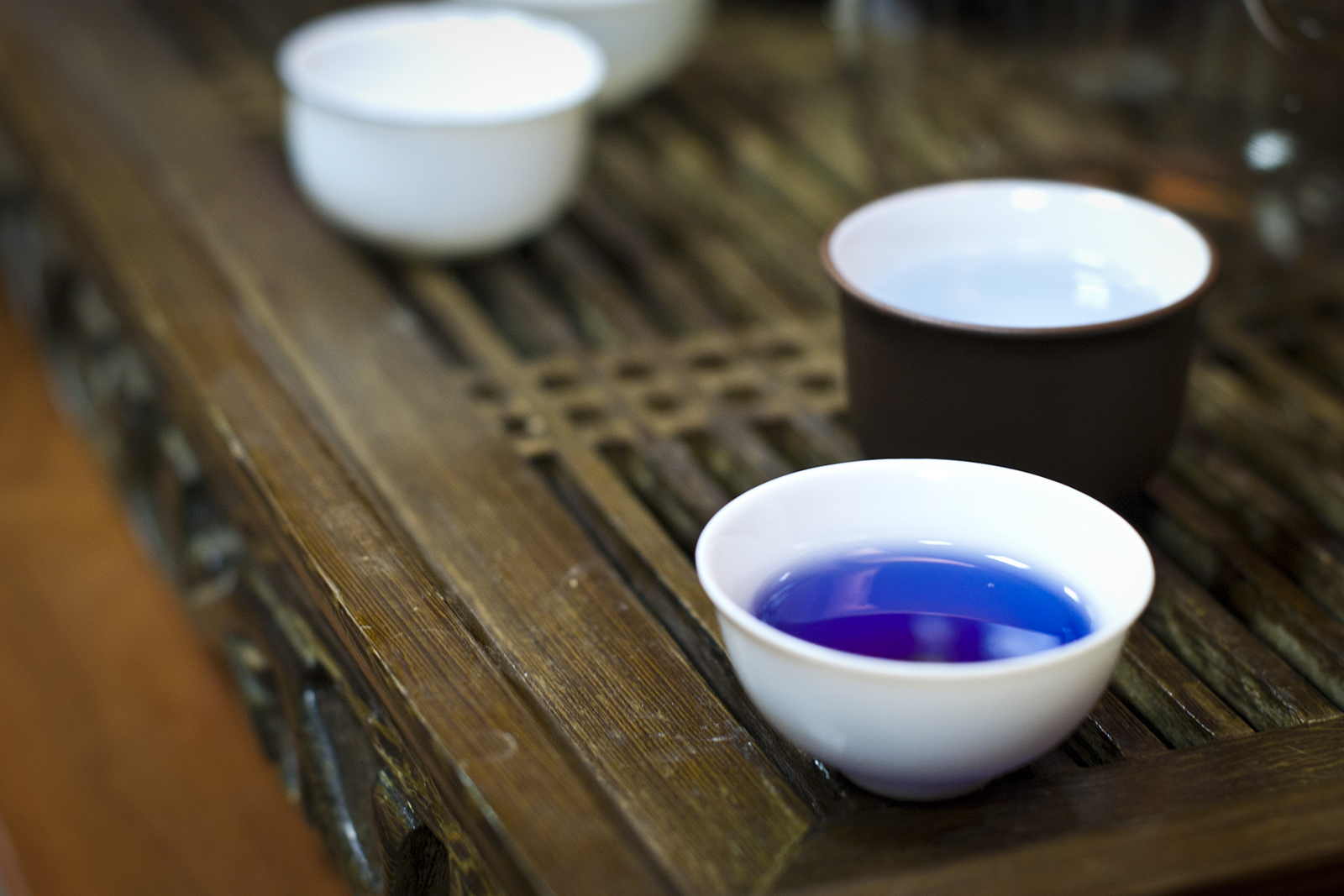
Herbata barwiona kwiatami klitorii

Większe znaczenie ekonomiczne ma tylko szerzej rozpowszechniona klitoria ternateńska, pozostałe gatunki znane są tylko lokalnie. Najwyraźniej z powodu specyficznego wyglądu kwiatów i tzw. nauki o sygnaturach, z której wynikać miało, że na każdą chorobę istnieje ziele rozpoznawane przez odpowiedni kształt lub barwę, rośliny z tego rodzaju wykorzystywano w celu poprawy płodności, regulacji cyklu miesiączkowego i w leczeniu rzeżączki. Sproszkowany korzeń klitorii ternateńskiej stosowany jest w medycynie ajurwedyjskiej. Kwiaty tego gatunku wykorzystywane są też jako błękitny barwnik spożywczy.